# Magdeleine Real del Sarte
Marie Madeleine Blanche Geneviève Delsarte, dite Madeleine Real del Sarte, née le 23 juin 1853 à Paris et morte dans la même ville le 16 mars 1927, est une artiste peintre, pastelliste et aquarelliste française.

## Biographie
Fille du musicien chanteur théoricien du mouvement François Delsarte et de Rosine Andrien (sœur de la musicienne Thérèse Wartel), née Marie Madeleine Blanche Geneviève Delsarte le 23 juin 1853 à Paris, elle prend le nom de Real del Sarte après son mariage le 1er mars 1887 avec le sculpteur Désiré Réal, son cousin issu de germains (du côté de leurs pères). Elle est également cousine germaine du compositeur Georges Bizet (celui-ci est le fils de la sœur de François Delsarte), et la mère du sculpteur Maxime Real del Sarte (1888-1954). 
Ses parents la destinent comme eux à la musique mais elle préfère la peinture et le dessin. En 1871, elle entre à l'école nationale gratuite de dessin pour les jeunes filles rue de Seine, elle y reste trois ans avant d'intégrer en 1874 l'Académie Julian où elle est élève de Gustave Boulanger, Tony Robert-Fleury et Jules Lefebvre.
Elle y perfectionne son dessin pendant six ans avant de passer à la peinture en 1880. Pendant ces années d'études, elle peint et vend des éventails et des écrans, tout en donnant des cours de dessin, d'aquarelle et aussi de piano.
En 1877, elle expose pour la première fois au Salon deux portraits dont un au fusain de son frère Gustave. Sa carrière démarre à ce moment et, en 1884, elle expose sa première huile sur toile au Salon. Elle devient professeur à l'Académie Julian dès 1880 et aura comme élèves sa fille Geneviève Bouts Réal del Sarte et sa nièce Thérèse Geraldy.
En 1892, après un différend avec la sculptrice Hélène Bertaux, sa  présidente et fondatrice, elle quitte l'Union des femmes peintres et sculpteurs et crée avec Amélie Valentino et Marguerite Souley-Darqué la Société des femmes artistes[réf. nécessaire]. dont les expositions auront lieu, de 1893 à 1907, à la galerie Georges Petit. Les œuvres de Magdeleine del Sarte, ayant figuré aux différents Salons seront éditées en cartes postales dès 1903.
Donnant pendant toute sa carrière des cours de dessin, d'aquarelle et de peinture dans plusieurs écoles parisiennes, elle est nommée officier d'Académie le 1er janvier 1905 puis officier de l'Instruction publique en avril 1923. Vers la fin de sa vie, elle consacre moins de temps à la peinture et reprend le piano, bien que se plaignant à ses proches d'une baisse d'audition.
Elle meurt à Paris le 16 mars 1927 à son domicile du 88, boulevard de Courcelles. Ses obsèques sont célébrées à l'église Saint-François de Sales à Paris.

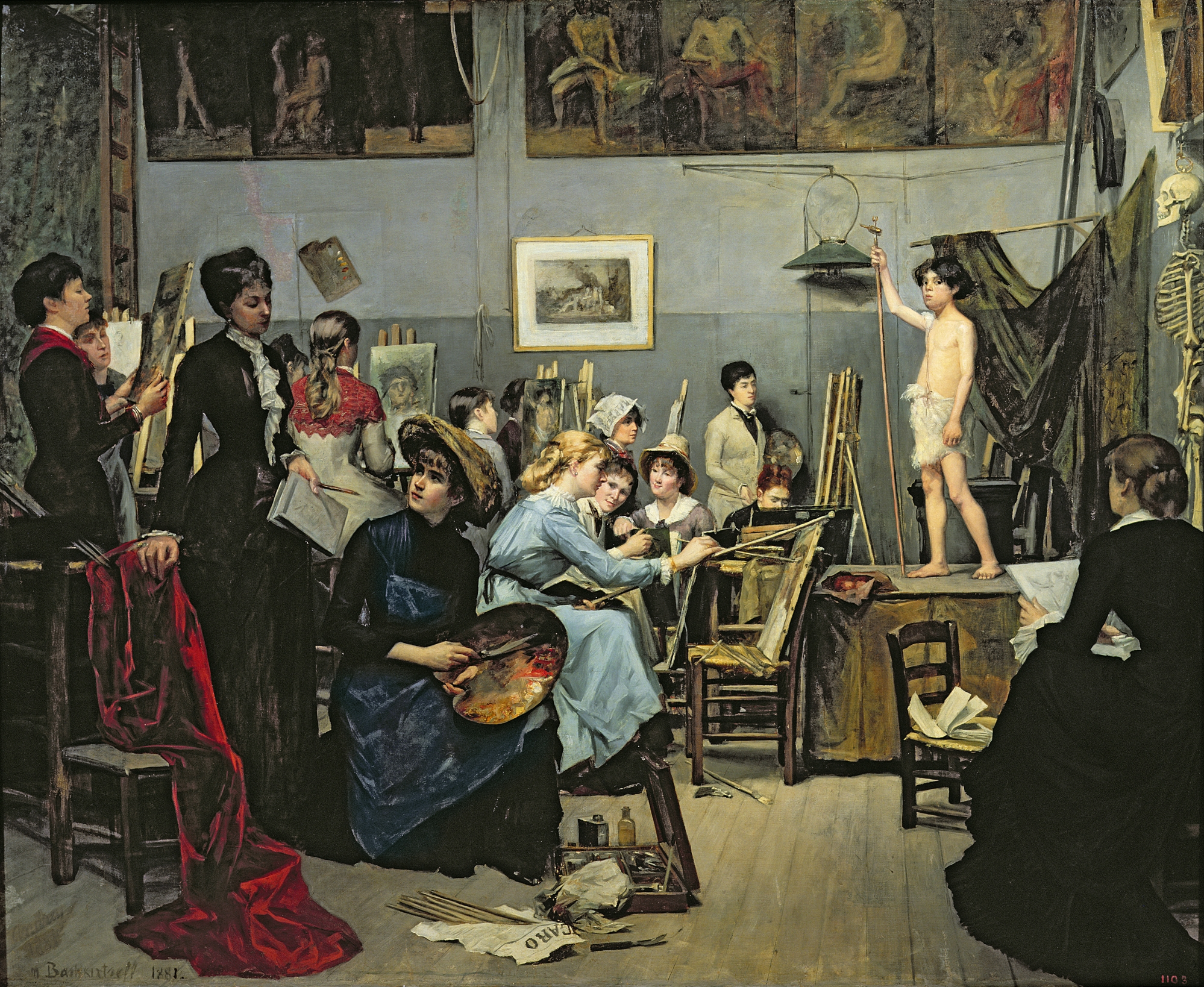
Marie Bashkirtseff, À l'atelier (1881), Dnipro, musée des Beaux-Arts. Vue d'un atelier de l'Académie Julian où Magdeleine Real del Sarte en blouse bleu clair pose au centre de la composition[Note 1]. Un portrait à l'huile et de profil de Magdeleine Real del Sarte peint par Marie Bashkirtseff se trouve dans la famille.
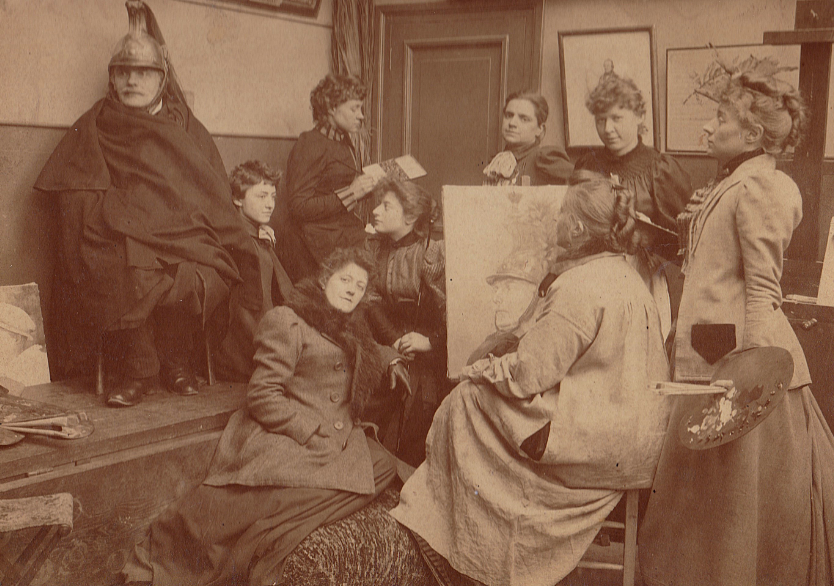
L'atelier de Magdeleine Real del Sarte, photographie M.Harmelin (album familial[réf. nécessaire]).

## Expositions

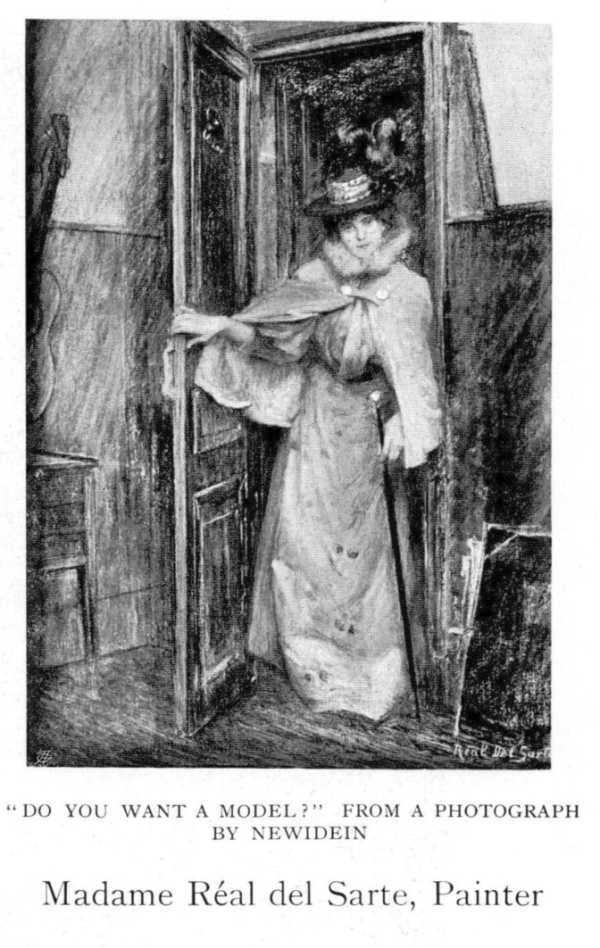
Désirez-vous un modèle ?

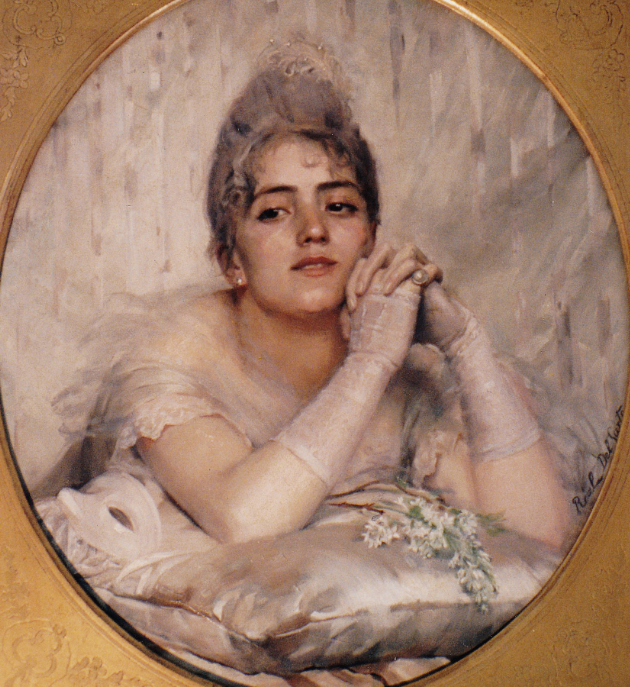
Rêverie (1893), ancienne collection Toscan du Plantier.

- 1877 : Salon des Champs-Élysées. no 2578-Portrait de Mlle L. no 2579 Portrait de Mr Del Sarte fils[12]
- 1879 : Salon des Champs-Élysées. no 3470-Portrait de l'abbé P..no 3471 Étude (fusain)[13]
- 1882 : Salon des Champs-Élysées. Expose sa 1re huile  Portrait de Mme F. Del Sarte.
- 1884 : salon de l'union des femmes peintres et sculpteurs, 1re exposition Portrait de Mme Veuve Del Sarte, Portrait de Gustave Del Sarte.
- 1884 : Salon des Champs-Élysées. La joueuse de mandoline.
- 1885 : Salon des Champs-Élysées. no 757-Ma Bonne[14]
- 1885 : Salon International de blanc et noir. 1re exposition. Profil de jeune homme, Tête d'étude, Portrait de Mme F.D..
- 1886 : Salon de l'union des femmes peintres et sculpteurs. Tête de négresse
- 1886 : Exposition de la Société des Beaux-Arts de Nice. L'Astrologue
- 1886 : Salon des Champs-Élysées. Misère no 260. Mention honorable.
- 1888 : Londres. Exposition des lauréats de France. Médaille d'or de 1reclasse.(Ma bonne)
- 1888 : 7e exposition de l'union des femmes peintres et sculpteurs au Grand Palais. (aquarelles)[15]
- 1888 : Salon des Champs-Élysées. no 2113-Portrait de Mlle Andrée T[16].
- 1888 : Salon international de blanc et noir. Frou-Frou.
- 1889 : Salon des Champs-Élysées. no 2243-Portrait de M.G.D[17](Gabriel Dehaynin)[Note 2], Scapin.
- 1889 : Salon des femmes peintres et sculpteurs. Mascarille, En 1800.
- 1889 : Exposition universelle. Ma bonne, Portrait de M.C. mention honorable[19]
- 1890 : Salon des Champs-Élysées. no 2006-Portrait de Mme François del Sarte.no 2007-Manon Lescaut[20],[21]
- 1890 : 9e exposition de l'union des femmes peintres et sculpteurs La révérence no 612[22], La défroque de la grand-mère.
- 1891 : Salon des Champs-Élysées. no 1381-Portrait de Camille C.[23]
- 1891 : Salon de l'union des femmes peintres et sculpteurs. Repos.
- 1892 : Salon des Champs-Élysées. Après le bal.
- 1893 : Exposition des femmes artistes, Galerie G.Petit[24]. Un trottin, Rêverie.
- 1894 : Exposition des femmes artistes, Galerie G.Petit[25]., Une merveilleuse.
- 1894 : Salon des Champs-Élysées. no 1525-Portrait de Mme S[26],[27]., Maxime dort
- 1895 : Salon des Champs-Élisées. Midi, Post-scriptum.
- 1895 : Salon des femmes artistes, Galerie G.Petit. Entre deux danses.
- 1896 : Exposition des femmes artistes, Galerie G.Petit. Chez Duval, Midi, Dans le harem.
- 1897 : Exposition des femmes artistes, Galerie G.Petit. En Normandie, Faut pas de modèle ?, Post-scriptum
- 1897 : Salon des Champs-Élysées. Portrait de son fils Maxime
- 1899 : Exposition des femmes artistes, Galerie G.Petit[25].
- 1899 : Salon des Champs-Élysées. Soir d'été.
- 1900 : Salon des Champs-Élysées. Portrait de André Del Sarte
- 1900 : Exposition universelle . Médaille de bronze (Rêverie)[28]
- 1900 : Exposition décennale des Beaux-arts.
- 1902 : Salon des femmes artistes, Galerie G.Petit. Midi, Les deux amies, Danseuse arabe.
- 1903 : Salon Pendant le sermon, édité en carte postale.
- 1904 : Salon des femmes artistes, Galerie G.Petit. Flanerie, Mon fils Serge, Au Tréport, L'esclave noire.
- 1905 : Salon  La mouche, édité en carte postale.
- 1905 : Salon des femmes artistes, Galerie G.Petit. Portrait de Mlle Geraldy, La mouche, Dames seules.
- 1906 : salon des femmes artistes, Galerie G.Petit. Voila le plaisir, Esclave
- 1906 : Salon En selle, Dr Faust édités en carte postale.Le thé.
- 1907 : Salon du Grand-Palais Après le bain, édité en carte postale.
- 1908 : Salon des Champs-Élysées. Portrait de Mr Désiré Real del Sarte.
- 1909 : Salon des Champs-Élysées. Le chemin de la croix
- 1910 : Salon des Champs-Élysées. Dames seules.
- 1912 : Salon des Champs-Élysées. Geneviève.
- 1914 : Salon des Champs-Élysées. Printemps, Dans le harem.
- 1920 : Salon des Champs-Élysées. Portrait de Mme Max Real Del Sarte
- 1921 : Salon des Champs-Élysées. Portrait d'homme, Les deux amies.
- 1923 : Salon des Champs-Élysées. Faunesse.
- 1926 ; Salon des Champs-Élysées. no 2862- Maggy (Pastel)[29].

## Œuvres référencées
- Saint-Louis, musée d'art de Saint-Louis : Misère ou Le Mendiant aveugle, 1886, don de Mrs William Stix[Note 3] en 1914[30],[31].
- New York, Metropolitan Museum of Art, Collection Havemeyer : La Révérence, 1889[Note 4]
- Après le bal, 1892[34],[35].
- Rêverie, 1893[Note 5],[36].

Œuvres de Magdeleine Real del Sarte
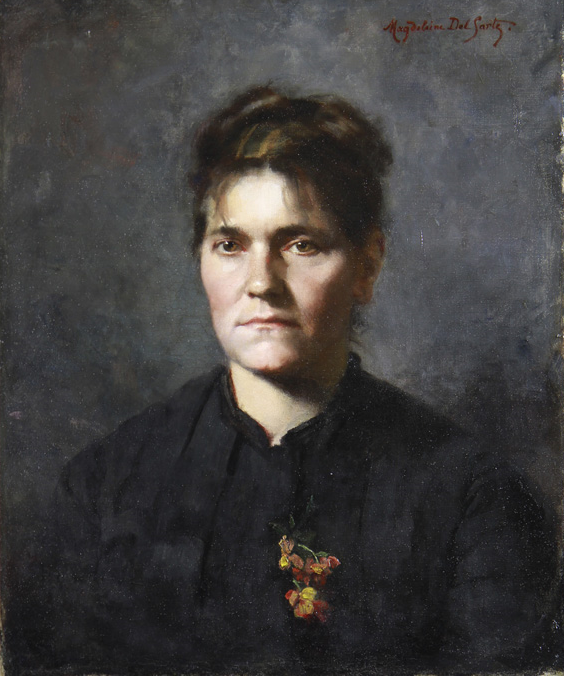
Ma bonne (1885)[Note 6].
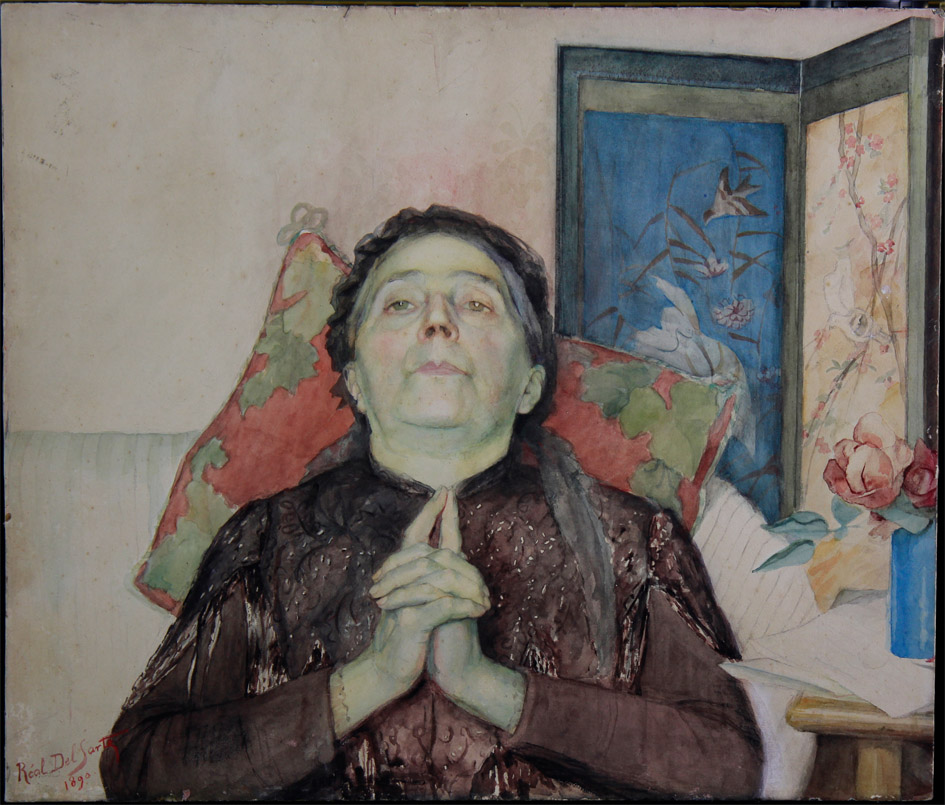
Le Repos (1890). Portrait de sa mère.
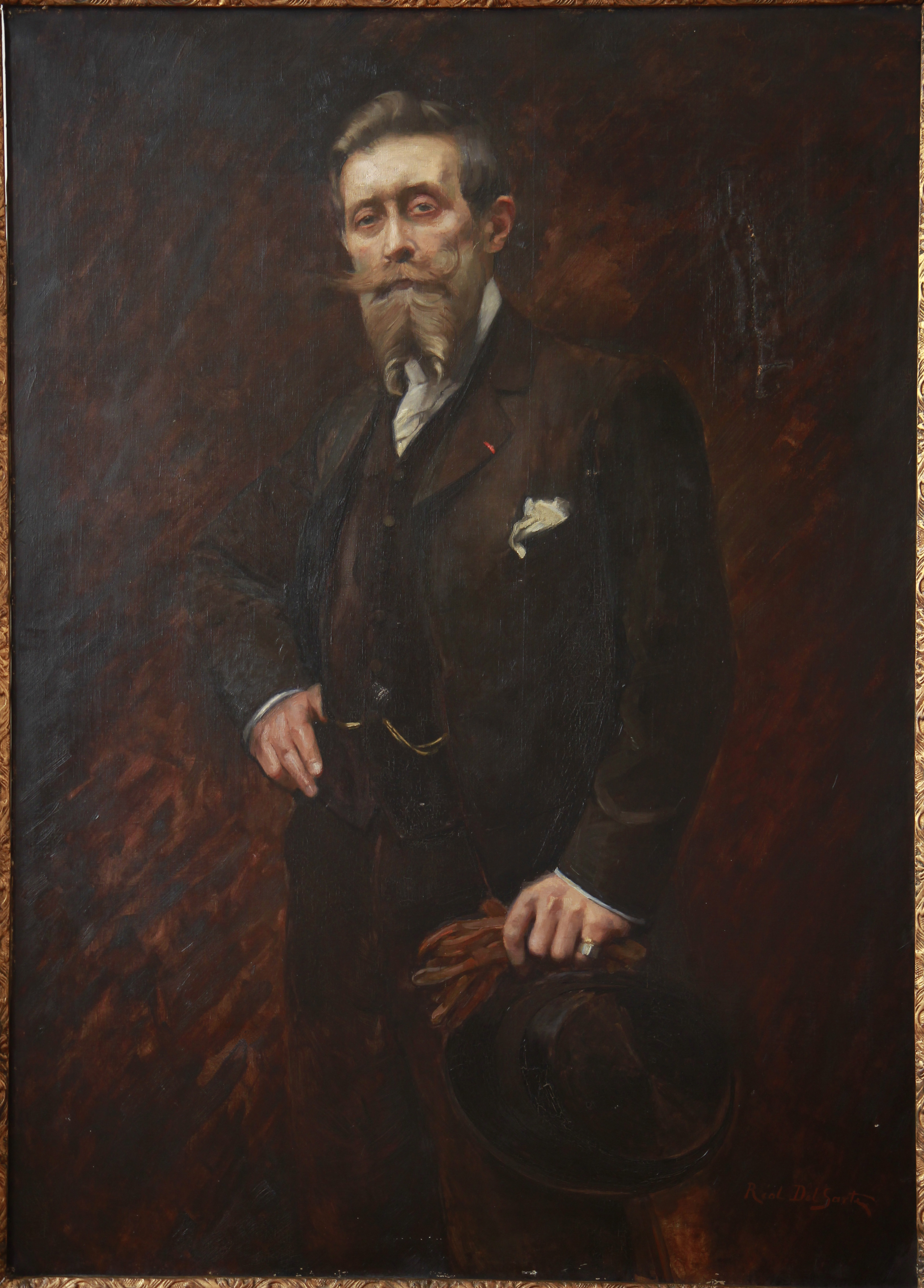
Portrait de Désiré (1908). Portrait de son mari.
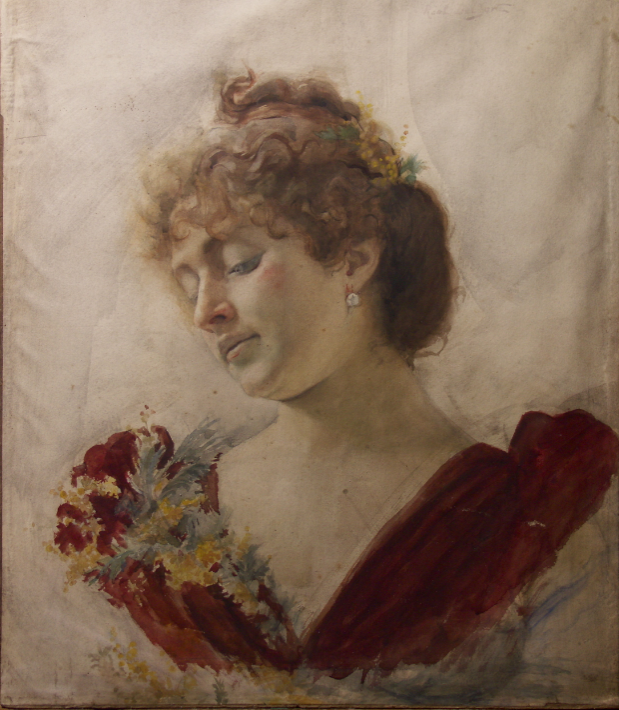
Étude.

### Signatures

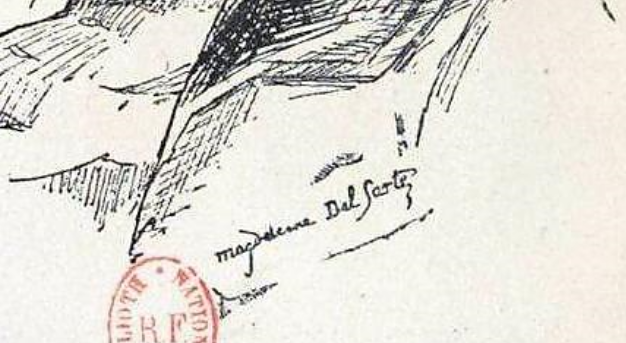
Signature de l'artiste.

Ses œuvres de jeunesse sont signées Madeleine Del Sarte, puis elle ajoute ensuite le « g » à son prénom. Les premières œuvres connues, signées Magdeleine Del Sarte, apparaissent en 1877. Les œuvres de la période précédant son mariage sont signées Del Sarte ou Magdeleine Del Sarte (parfois juste Magdeleine et à de rares occasions d'un monogramme « DM »). À partir de 1887, date de son mariage, la signature devient Real Del Sarte. Dans les années 1920, son nom est parfois précédé de son prénom, sans doute pour bien distinguer ses œuvres de celles de son fils. Durant ces mêmes années le « D » majuscule de Del devient minuscule, la signature se lisant alors Real del Sarte. Certains tableaux anciens ont parfois vu Réal ajouté à l'ancienne signature pour les ré-exposer.